# 黎文成
黎文成（1962年10月20日—2023年8月22日），一译黎文诚。男性，海防市永保县人，1997年6月24日加入越南共产党，越南政治人物。

## 履历
黎文成早年就读于越南国民经济大学，毕业后长期在家乡海防市任职，2014年，升任越共海防市委副书记、市人民委员会主席，2015年，接替杨英田出任越共海防市委书记，2016年6月，黎文成在第九届海防市人民议会上当选为海防市人民议会主席。
2021年1月31日，在越南共产党第十三届中央委员会第一次全体会议上，当选为越共中央委员会委员。同年4月，被任命为越南社会主义共和国政府副总理。原任的海防市委书记一职则由陈流光接替。2023年8月22日在副總理任內病逝。